# Koninkrijk Mauretania
Mauretania of Mauretanië, was in de oudheid een onafhankelijk Berbers koninkrijk, dat in 44 na Chr. werd ingelijfd in het Romeinse Rijk als de provinciae Mauretania Tingitana en Mauretania Caesariensis. Het was gelegen in westelijk Noord-Afrika, ongeveer overeenkomend met het huidige noorden van Algerije en Marokko en de Spaanse Plazas de soberanía (dus niet met het tegenwoordige Mauritanië).

## Naam
De naam van het koninkrijk Mauretania is een verbastering van Amur N Tanit, dat "Land van Tanit" betekent (in het Tamazight). Tanit is de moedergodin in de mythologie van de Imazighen. De naam van de zogenoemde stam van de Mauri, waarvan de aanduiding moren is afgeleid, is - evenals de omschrijving Berbers - een Grieks-Romeinse (koloniale) benaming. De aanduiding Mauri is zelf waarschijnlijk afgeleid van het Griekse μαυρός (mauros) 'zwart'.

## Geschiedenis

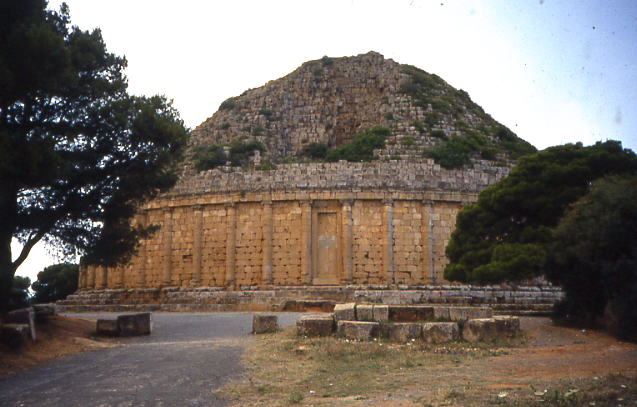
Koninklijk Mausoleum van Mauretania, ook bekend als De Tombe van de Romeinse Vrouw.

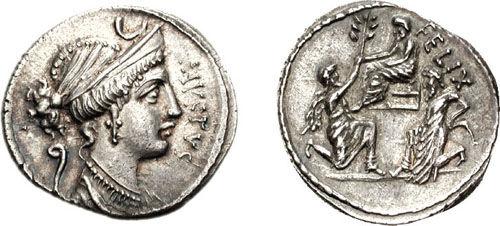
Munt met Faustus Sulla en knielend de koningen Bocchus (Mauretania) en Jugurtha (Numibia, gevangen genomen)

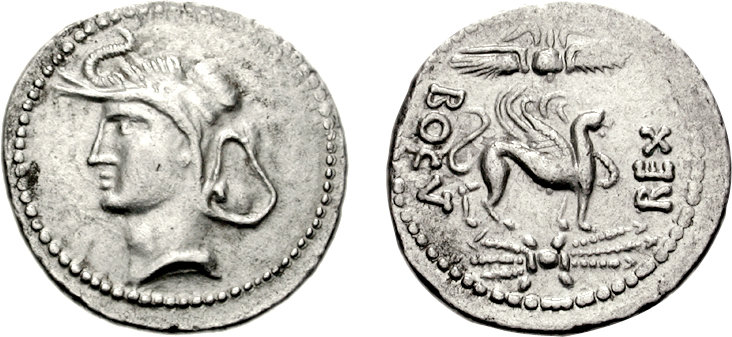
Munt met koning Bogudes, getooid in olifantenhuid

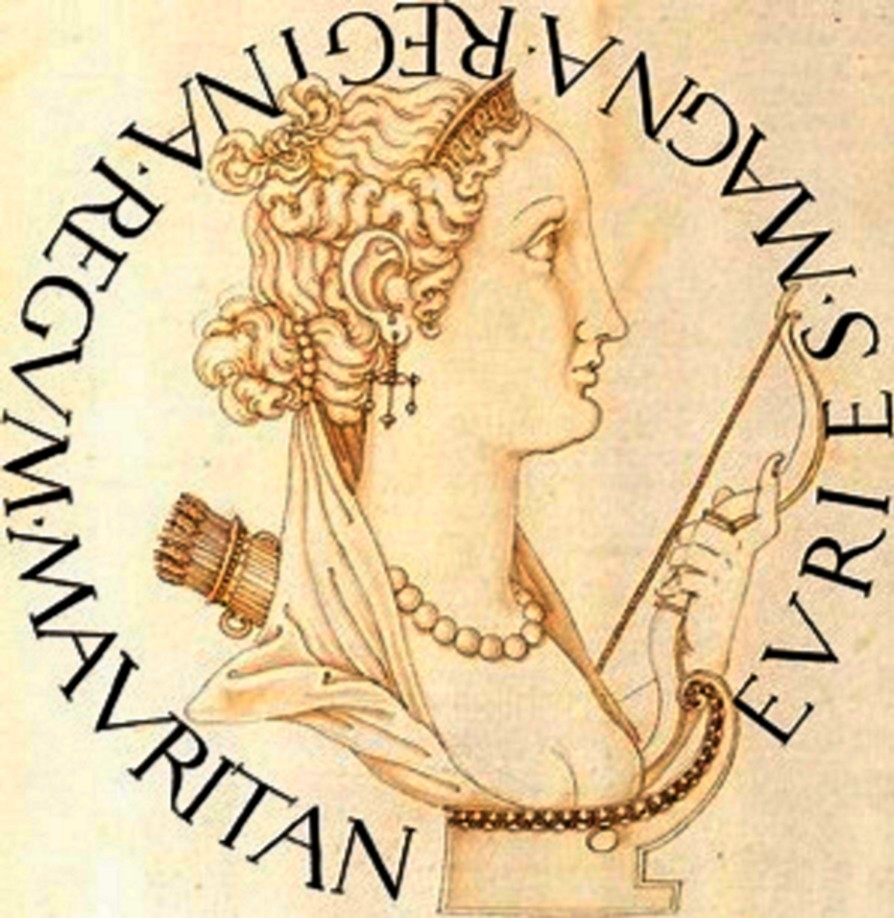
Eunoë Maura, Koningin van Mauretania, getrouwd met Bogudes, afbeelding uit 16e eeuw

In de vroege eerste eeuw beschreef de griekse historicus Strabo Maûroi (Grieks: Μαῦροι) als de plaatselijke naam voor een volk dat op het Afrikaanse continent woonde tegenover het Iberisch Schiereiland. Deze benaming werd overgenomen in het Latijn als Mauroúsii (Grieks: Μαυρούσιοι). De Middellandse Zeekust van Mauretania had scheepshavens voor de handel met Carthago, bekend van vóór de vierde eeuw v.Chr. maar het binnenland was vanaf de IJzertijd bewoond door Berberstammen. Koning Atlas was volgens de legenden koning van Mauretania, de figuur speelt een rol in de Griekse mythologie.
De oudst overgeleverde namen van koningen van de Mauri zijn Bagga (ca. 206 v.Chr.), die tijdens de tweede Punische Oorlog (218–201 v.Chr.) regeerde, en Buccar (ca. 180 v.Chr.). Of er toen al sprake was van een koninkrijk Mauretania staat niet vast.

### Bocchus I
De eerste onbetwiste verwijzingen naar het koninkrijk Mauretania vinden we onder Bocchus I, aan het einde van de tweede eeuw v.Chr. Bocchus sloot een bondgenootschap met koning Jugurtha van het naburige Numidië, die met Bocchus' dochter getrouwd was. Het bondgenootschap bracht hem in conflict met de Romeinen, die op dat moment met Jugurtha in oorlog waren. De Romeinse generaal Lucius Cornelius Sulla wist Bocchus er echter van te overtuigen de kant van de Romeinen te kiezen en zijn schoonzoon Jugurtha aan de Romeinen uit te leveren. Bocchus sloot een vriendschapsverdrag met de Romeinen, waardoor hij Mauretania feitelijk tot een Romeinse vazalstaat maakte. Als dank voegden de Romeinen het westen van Numidië, waarover Jugurtha geheerst had, toe aan Mauretania.

### Bocchus II en Bogudes
Na zijn dood liet Bocchus I het rijk na aan zijn twee zonen Bocchus II en Bogudes, die elk over de helft van Mauretania regeerden. Bogudes trouwde met de rijke Eunoë, afkomstig van het hof van Julius Caesar. In de Romeinse burgeroorlog tussen de militaire aggressor en latere dictator Julius Caesar, en Pompeius, die de principes van de Romeinse Republiek verdedigde, kozen zij de kant van Julius Caesar. Na de moord op Julius Caesar steunde Bocchus Octavianus in de strijd om de opvolging en Bogudes Marcus Antonius. In 38, toen Bogudes in Hispania een veldtocht voerde ter ondersteuning van Julius Caesar, annexeerde Bocchus ook zijn deel van het rijk, zodat er nu weer sprake was van een onverdeeld Mauretania. Na Bocchus' dood in 33 werd Mauretania voor korte tijd ingelijfd bij het Romeinse Rijk.

### Juba II

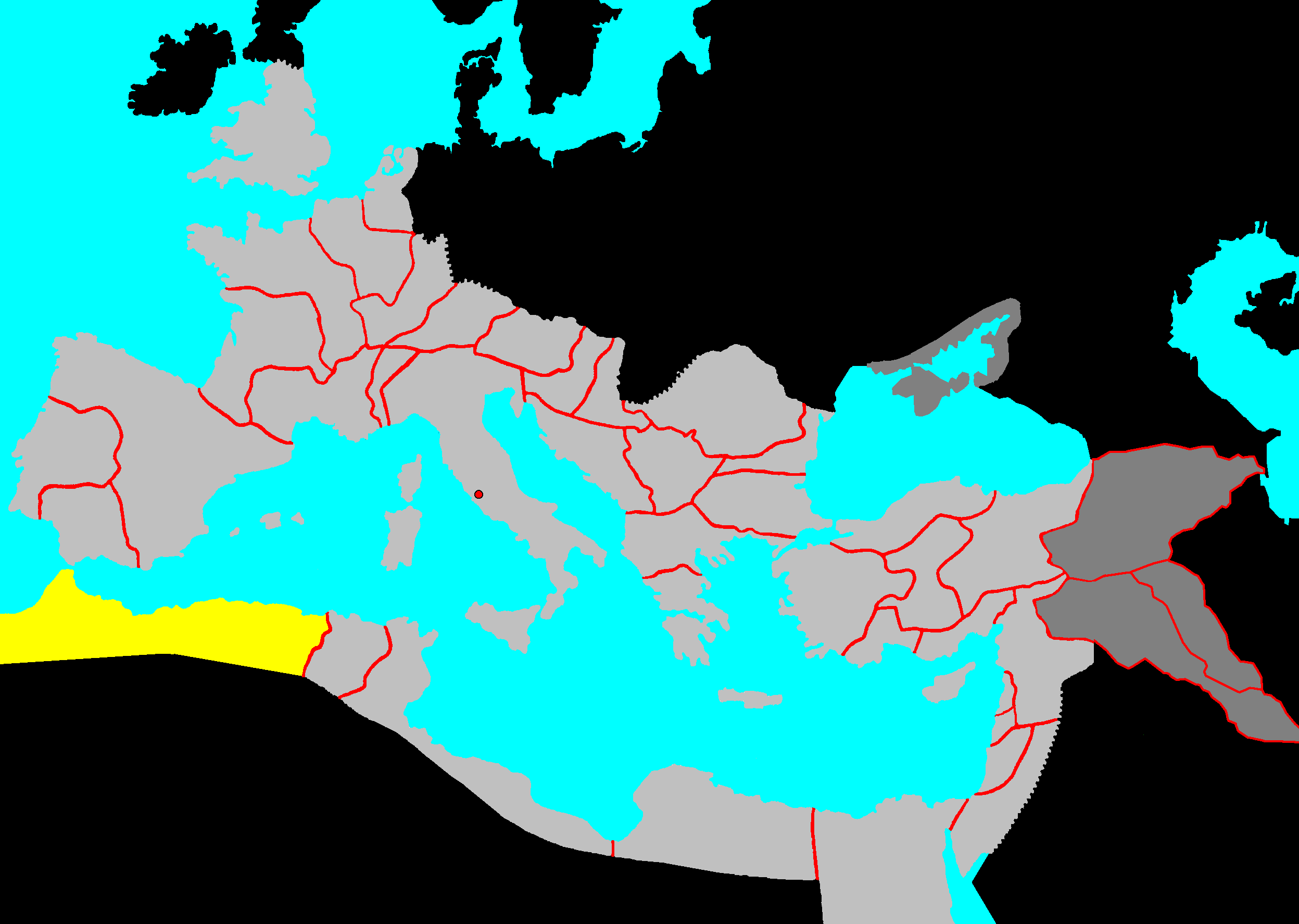
Mauretania in het Romeinse Rijk

In 25 v.Chr. schonk de Romeinse keizer Augustus de Mauretanische troon aan Juba II, de zoon van Juba I, de laatste koning van Numidië voordat de Romeinen onder Julius Caesar met de slag bij Thapsus het land veroverden en er een eigen bestuur vestigden. Juba II herstichtte de oude Fenicische kolonie Lol als Caesarea en maakte deze tot de hoofdstad van het koninkrijk. Via Caesarea en andere door hem gestichte steden probeerde Juba de hellenistisch-Romeinse cultuur over Mauretania te verspreiden.

### Ptolemaeus
Na Juba's dood in 23 na Chr. werd diens zoon Ptolemaeus tot koning benoemd door keizer Tiberius. Deze zette in ieder geval aan het begin van zijn regering de pro-Romeinse politiek van Juba voort. In 40 na Chr. werd Ptolemaeus geëxecuteerd door keizer Caligula, volgens historische bronnen uit de oudheid omdat Caligula jaloers was op Ptolemaeus' prachtige koningsmantel, maar moderne historici vermoeden dat Ptolemaeus betrokken was bij een samenzwering tegen de keizer.

### Opstand tegen Rome
In Mauretania werd de executie van Ptolemaeus niet geaccepteerd. Onder leiding van Aedemon kwamen de Mauretaniërs in opstand tegen Rome. Pas in 44 na Chr. wisten de Romeinen het gebied weer onder controle te krijgen. Keizer Claudius, die Caligula inmiddels was opgevolgd, lijfde het gebied in bij het Romeinse Rijk, waarbij hij het verdeelde in twee provinciae:
- het westelijk deel van Mauretania werd de provincia Mauretania Tingitana, vernoemd naar de hoofdstad Tingis (nu Tanger); een gebied dat het huidige Noorden van Marokko beslaat, inclusief de Spaanse enclaves.
- het oostelijk deel Mauretania Caesariensis, vernoemd naar de hoofdstad Caesarea (nu Cherchell); een gebied dat het huidige Westen en Midden van Algerije beslaat.

Hij hanteerde daarbij dezelfde grens die Bocchus I eerder had aangebracht toen hij het koninkrijk onder zijn zoons verdeelde.
Ook na 44 bleef de aanduiding Mauretania in gebruik als aanduiding van het gebied dat beide provinciae omvatte. Een vermaard generaal van keizer Trajanus, Lusius Quietus, was uit Mauretania afkomstig.

## Koningen van Mauretania
De onderstaande koningen van het koninkrijk Mauretania zijn bekend:
- Bagga (ca. 206 v.Chr.)
- Buccar (ca. 180 v.Chr.)
- Bocchus I (111-80 v.Chr.)
- Bogudes (80-? v.Chr.)
- Bocchus II (80-33 v.Chr.)
- Juba II (25 v.Chr.- 23 na Chr.)
- Ptolemaeus (23-40 na Chr.)